# Pseudeustrotia rhaptina
Pseudeustrotia rhaptina là một loài bướm đêm trong họ Noctuidae.